# 사운드 카드
사운드 카드(영어: sound card) 또는 오디오 카드(영어: audio card)는 소리를 저장하고 출력하는 기능을 수행하는 내부 확장 카드 형태의 장치(칩셋)이다. 컴퓨터 프로그램의 제어를 통해 컴퓨터를 경유한 오디오 신호의 입출력을 담당한다. "사운드 카드"라는 용어 자체는 프로페셔널 오디오 응용 프로그램에 사용되는 외장형 오디오 인터페이스에만 적용된다. 일반적으로 사운드 카드를 이용할 때에는 멀티미디어 응용 프로그램들을 위해 영상/소리 편집, 프레젠테이션/교육, 그리고 엔터테인먼트(오락)와 같은 오디오 구성 요소를 제공한다.
사운드 기능은 플러그인 카드와 비슷한 부품을 사용하여 메인보드에 내장된 경우도 있다. 내장형 사운드 시스템 또한 종종 "사운드 카드"로 부르기도 한다. 사운드 처리 하드웨어 또한 소리 출력을 위해 영상 기능이 있는 HDMI를 갖춘 현대의 그래픽 카드에도 존재한다. 그 이전에는 메인보드나 사운드 카드에 SPDIF 연결을 사용했다.

## 일반적인 특징

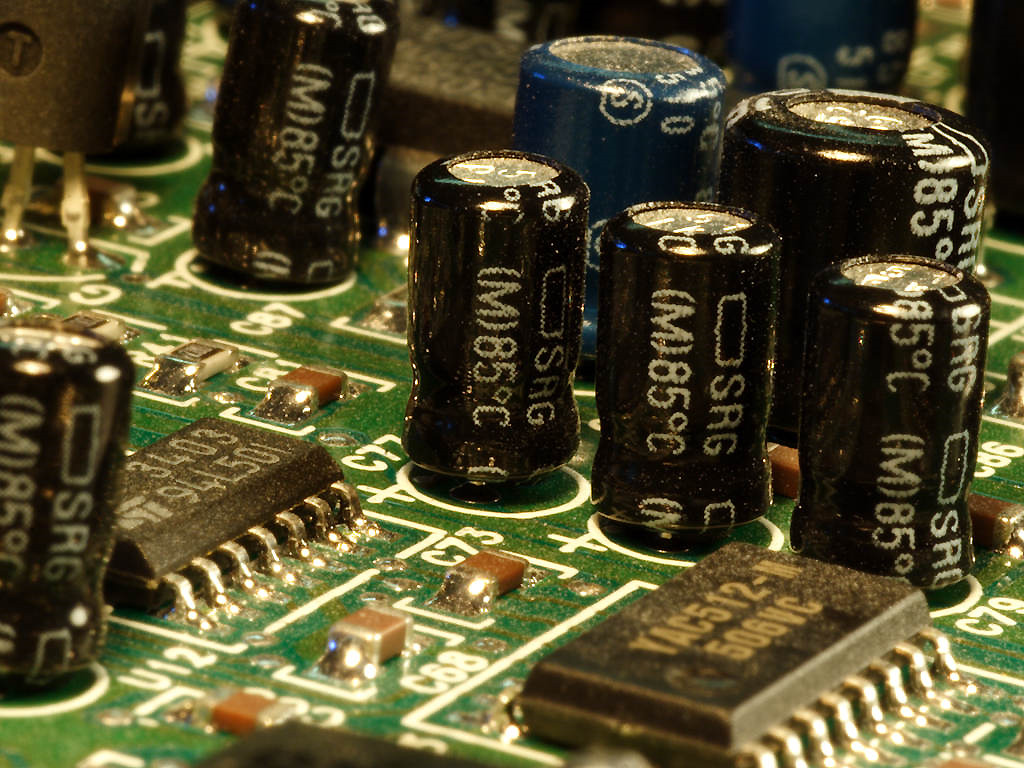
사운드 카드 PCB의 확대 모습. 전해 축전기, SMT 축전기, 저항기, YAC512 2채널 16비트 DAC가 보인다.

대부분의 사운드 카드들은 디지털-아날로그 변환회로(DAC)를 사용하여 녹음되거나 발생되는 디지털 데이터를 아날로그 형식으로 변환한다. 출력 신호는 TRS 폰 커넥터나 RCA 단자와 같은 표준 상호 연결을 사용하여 증폭기, 헤드폰, 또는 외부 장치에 연결된다. 단자의 수와 크기가 공간에 비해 너무 클 경우, 케이스 밖에서 사용되는 상자형 형태 또는 케이스 전면에 마운트되는 형태로 사용되기도 한다. 더 진보된 카드들은 일반적으로 하나 이상의 사운드 칩을 포함하고 있어서 더 높은 데이터 속도와 여러 동시성 기능을 지원하는데, 이를테면 일반적으로 최소화된 데이터와 CPU 시간을 사용하면서 실시간 음악 및 음향 효과에 쓰이는 합성된 소리의 디지털 출력을 들 수 있다.
디지털 소리 출력은 일반적으로 다채널 DAC를 통해 이루어지며 다른 높이와 볼륨으로 동시의 디지털 샘플을 기능할 수 있으며, 필터링이나 의도적인 왜곡과 같은 실시간 효과를 응용할 수 있다. 다채널 디지털 사운드 재생은 음악 합성에도 사용할 수 있는데, 컴플라이언스, 심지어는 다채널 에뮬레이션을 할 때에도 사용된다. 이러한 접근은 제조업체들이 더 단순하고 비용이 더 낮은 사운드 카드를 강구하면서 일반화되고 있다.
대부분의 사운드 카드들은 카세트 테이프 및 그 밖의 마이크 보다 더 높은 수준의 전압이 있는 음원으로부터 입력 신호를 받기 위해 라인 인 단자를 갖추고 있다. 사운드 카드는 신호를 디지털화한다. DMAC는 샘플들을 메인 메모리에 전송하며, 여기에서 저장, 편집, 추가 가공을 위해 녹음 소프트웨어가 하드 디스크에 이를 기록한다. 일반화된 다른 외부 단자로는 마이크 단자가 있으며, 마이크로폰이나 기타 낮은 수준의 입력 장치로부터 신호를 받을 때 사용된다. 이를테면, 음성 인식이나 VoIP 응용 프로그램을 통해 마이크로폰 잭을 통한 입력을 사용할 수 있다.

### 사운드 채널과 폴리포니

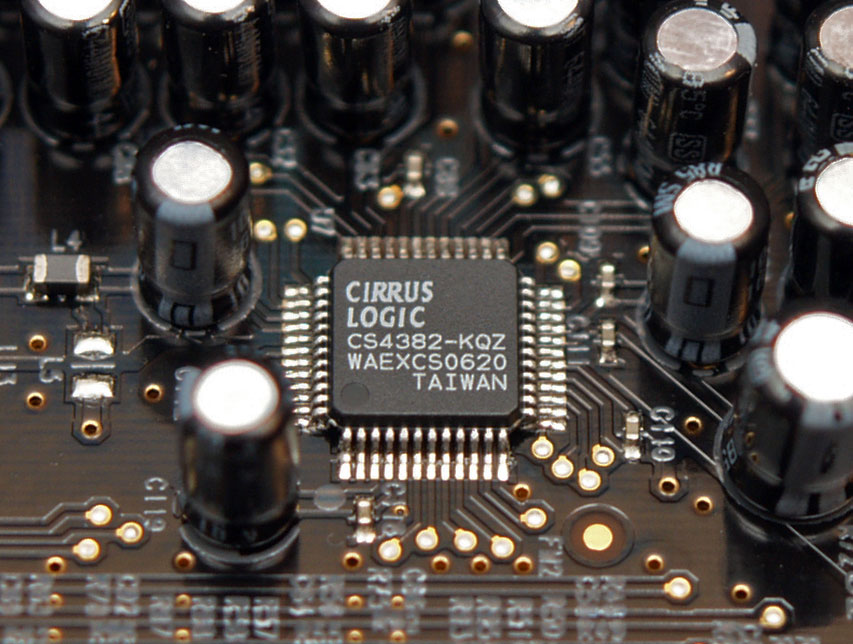
8채널 DAC 시러스 로직 CS4382가 사운드 블라스터 X-Fi Fatal1ty에 위치해 있다.

중요한 사운드 카드의 특징으로는 폴리포니가 있으며, 이는 여러 개의 "독립적인" 음성이나 소리를 "동시에" 처리하고 출력할 수 있는 기능을 일컫는 말이다. 이러한 구별된 "채널"들은 오디오 출력의 수로 간주되며, 2.0 (스테레오), 2.1 (스테레오와 서브우퍼), 5.1 (서라운드) 등의 구성과 같이 스피커 구성과 일치시킬 수 있다. 가끔은 출력 스피커 구성이 아닌 폴리포니의 수준을 언급할 때 "보이스"와 "채널"이라는 용어가 번갈아 사용되기도 한다.
이를테면, 수많은 오래된 사운드 칩들은 3개의 음성을 수용할 수 있었지만, 오직 하나의 오디오 채널만을 출력에 쓸 수 있었기에, 모든 음성이 함께 혼합되어야 했다. 나중에 애드립 사운드 카드와 같은 카드들이 하나의 모노 출력 채널에 9개 음성의 폴리포니를 병합할 수 있게 되었다.
여러 해에 걸쳐, 대부분의 PC 사운드 카드들은 다중 FM 합성 보이스(일반적으로 9 또는 16)들을 갖추게 되었으며, MIDI 음악에 흔히 사용되었다. 고급 카드들의 온전한 기능들은 완전하게 사용되는 일은 드물었다. 오직 하나(모노) 또는 두 개(스테레오)의 보이스와 채널이 일반적으로 디지털 사운드 샘플의 재생에 사용되었고 하나 이상의 디지털 사운드 샘플을 재생하려면 고정 샘플링 레이트의 소프트웨어 다운믹스가 필요했다. AC'97 표준 등의 오디오 코덱과 같이 가격이 낮은 현대의 내장 사운드 카드들(메인보드에 내장된)과 심지어는 일부 저가형 확장 사운드 카드들은 이러한 방식으로 동작했다. 이러한 장치들은 둘 이상의 사운드 출력 채널(일반적으로 5.1 또는 7.1 서라운드 사운드)을 제공하기도 하지만, 음향이든 MIDI 출력이든 간에 실제 하드웨어 폴리포니를 갖추지는 못했다. 이러한 작업들은 전적으로 소프트웨어에서 수행되었다. 이는 비싸지 않은 소프트모뎀들이 하드웨어 대신 소프트웨어에서 현대의 작업을 수행한 것과 비슷하다.
또, 웨이브테이블 샘플 기반 합성 초기 시절에 일부 사운드 카드 제조업체들은 MIDI 기능에만 폴리포니를 단독으로 광고하였다. 이 경우, 카드의 출력 채널은 적절하지 않은데, 일반적으로 카드는 오직 2채널의 디지털 소리만 구현한 것이다. 즉, 폴리포니 측정 시 주어진 시간 안에 사운드 카드가 재생할 수 있는 MIDI 기기의 수에만 적용된 것이다.
오늘날, 출력 채널의 수에 관계 없이 실제 하드웨어 폴리포니를 제공하는 사운드 카드는 일반적으로 "하드웨어 오디오 가속기"르 부르지만, 실제 보이스 폴리포니는 중요시되는 3차원 사운드의 하드웨어 가속, 포지셔널 오디오, 실시간 DSP 효과 등의 다른 요소와 더불어 필수 사항이 아니다.
디지털 사운드 재생을 이용할 수 있게 되고 합성 시 보다 더 나은 성능을 보이자, 하드웨어 폴리포니를 갖춘 현대의 사운드 카드들은 보이스의 수 많음의 채널을 가지고 실제로 DAC를 사용하지 않는다. 그 대신, 하드웨어에서 보이스 믹싱과 효과음 처리를 수행하며, 전용 DSP 안에서 특정한 효과를 적용하기 위해 주파수 도메인을 통한 디지털 필터링 및 변환을 수행하게 된다. 최종 재생 단계는 보이스 (이를테면 7.1 오디오의 경우 8채널의 경우 즉 32, 64, 또 128 보이스 안에서 구별됨) 보다 상당히 적은 수의 채널을 가지고 외부 (DSP 칩을 의미) DAC에 의해 수행된다.

## 사운드 카드 표준 목록
| 이름                  | 연도 | 정확도       | 주파수           | 채널                               |
| --------------------- | ---- | ------------ | ---------------- | ---------------------------------- |
| PC 스피커             | 1981 | 6 비트       |                  | 1 펄스 폭 변조                     |
| 탠디                  | 1984 | 16 볼륨 설정 | 122 Hz ~ 125 kHz | 3 방형파 톤, 1 화이트 노이즈       |
| MPU-401               | 1984 |              |                  | MIDI                               |
| Covox                 | 1986 | 8 비트       |                  | 1 DAC                              |
| 애드립                | 1987 | 64 볼륨 설정 | ~49.716 kHz      | 6-보이스 FM 신시사이저, 5개 타악기 |
| 롤랜드 MT-32          | 1987 | 16 비트      | 32 kHz           | 8개 멜로디 채널, 1개 리듬 채널     |
| 사운드 블라스터       | 1989 | 8 비트       | 22 kHz           | 1 DAC; 11-보이스 FM 신시사이저     |
| 롤랜드 사운드 캔버스  | 1991 | 16 비트      | 32 kHz           | 24개 보이스                        |
| 그레비스 울트라사운드 | 1992 | 16 비트      | 44.1 kHz         | 16개 스테레오 채널                 |
| AC97                  | 1997 | 20 비트      | 96 kHz           | 6개 독립 출력 채널                 |
| 환경 음향 확장        | 2001 |              |                  | 8개 동시 3차원 보이스              |
| 인텔 고선명 오디오    | 2004 | 32 비트      | 192 kHz          | 최대 15개의 독립 출력 채널         |

## 색 코드
사운드 카드의 단자들은 PC 시스템 디자인 가이드에 의거하여 색으로 부호화된다. 각각의 잭 위치와 관련하여 화살표, 구멍, 사운드웨이브가 있는 기호를 갖춘 경우도 있으며, 각각의 의미는 아래와 같다:
| 색 | 색        | 기능                                                                        | 단자       | 기호                               |
| -- | --------- | --------------------------------------------------------------------------- | ---------- | ---------------------------------- |
|    | 분홍      | 아날로그 마이크로폰 오디오 입력.                                            | 3.5 mm TRS | 마이크로폰                         |
|    | 밝은 파랑 | 아날로그 라인 레벨 오디오 입력.                                             | 3.5 mm TRS | 원으로 향하는 화살표               |
|    | 라임 초록 | 아날로그 라인 레벨 오디오 출력 (메인 스테레오 신호, 프론트 스피커나 헤드폰) | 3.5 mm TRS | 원의 한쪽에서 소리로 나가는 화살표 |
|    | 갈색      | 아날로그 라인 레벨 오디오 출력 (특수 패닝, "Right-to-left 스피커")          | 3.5 mm TRS |                                    |
|    | 검정      | 아날로그 라인 레벨 오디오 출력 (서라운드 스피커, 일반적으로 후면 스테레오)  | 3.5 mm TRS |                                    |
|    | 주황      | 아날로그 라인 레벨 오디오 출력 (중앙 채널 스피커, 서브우퍼)                 | 3.5 mm TRS |                                    |
|    | 은색/회색 | 아날로그 라인 레벨 오디오 출력 (양쪽 스피커)                                | 3.5 mm TRS |                                    |
|    | 금색/회색 | 게임 포트 / 미디                                                            | 15 핀 D    | 두 면에서 소리로 나가는 화살표     |

## IBM PC 아키텍처의 사운드 카드의 역사

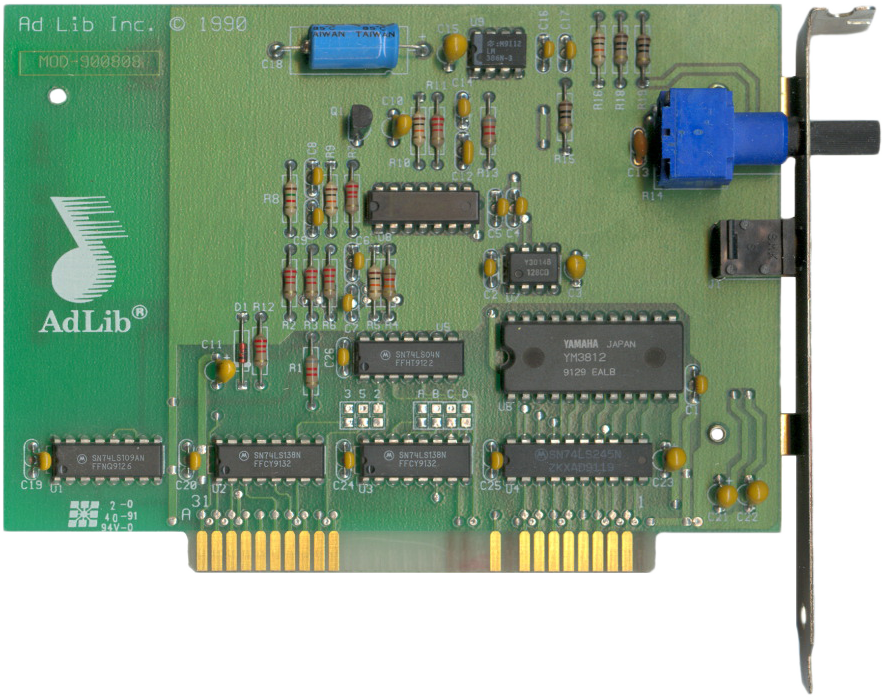
애드립 뮤직 신시사이저 카드는 1990년 경 최초의 사운드 카드들 가운데 하나였다. 수동 볼륨 손잡이가 보인다. ISA-8 버스.

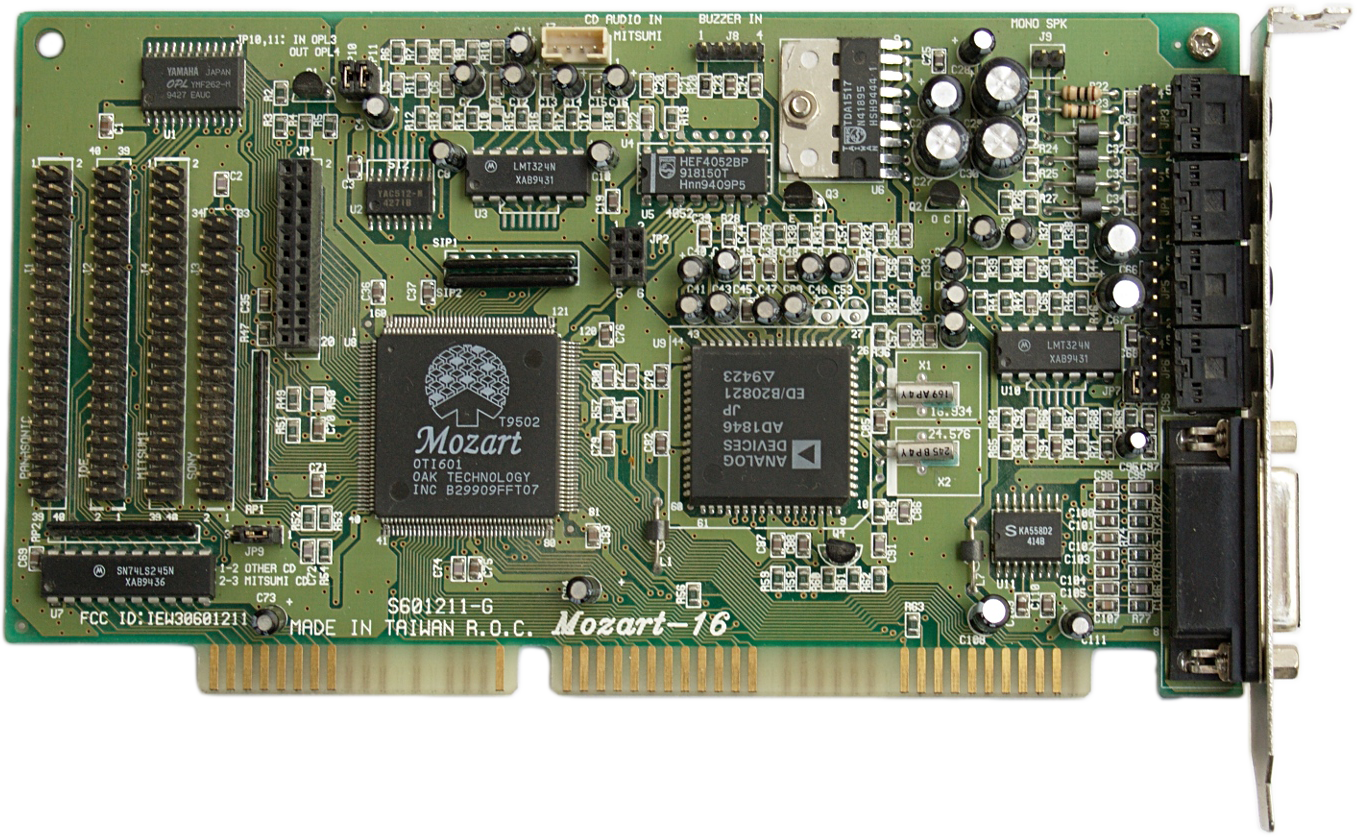
ISA-16 버스용 사운드 카드 모자르트 16.

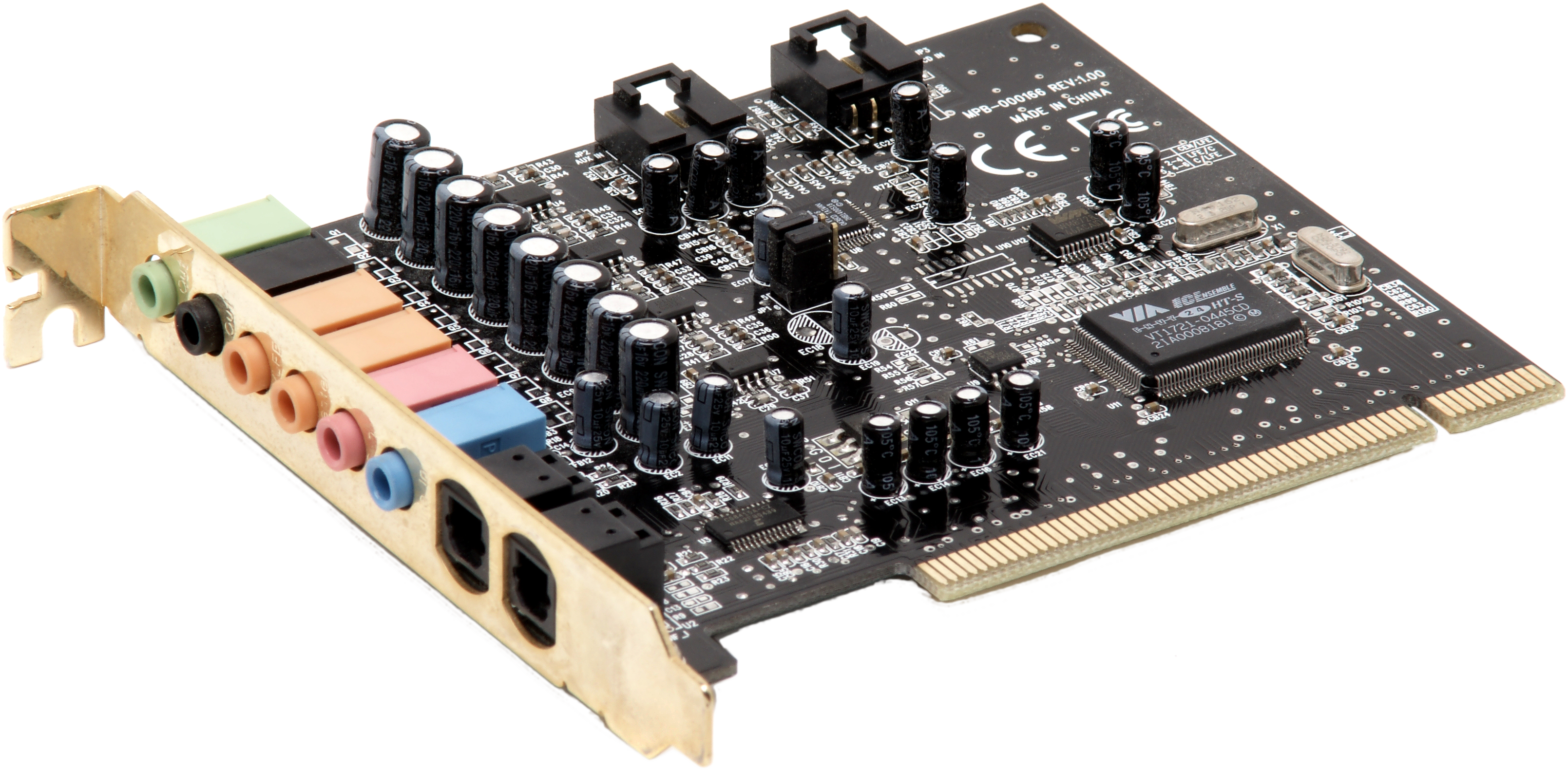
터틀 비치 사운드 카드. PCI 버스.

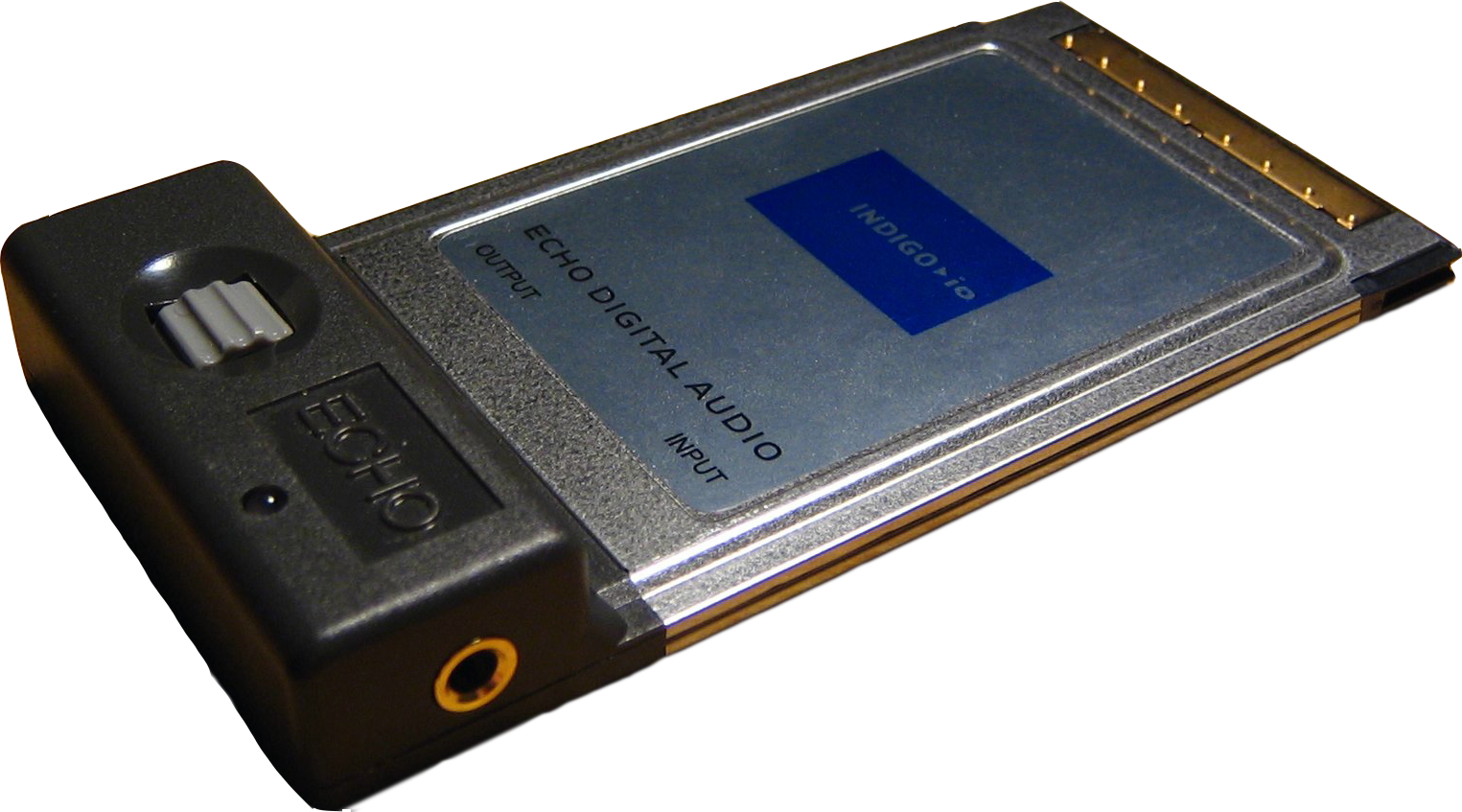
에코 디지털 오디오의 인디고 IO — PCMCIA 카드 24비트 96 kHz 스테레오 입출력 사운드 카드.

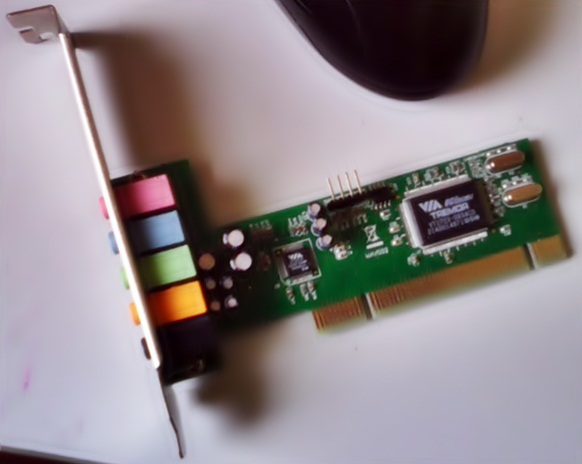
PC용 비아 테크놀로지스 엔비 사운드 카드. PCI 슬롯 5.1 채널

IBM PC 호환 컴퓨터용 사운드 카드들은 1988년까지 그리 흔하지 않았으며, 하나의 내부 PC 스피커를 통해 초기의 PC 소프트웨어가 소리와 음악을 출력할 수 있었다. 이 스피커 하드웨어는 일반적으로 방형파에 제한되어 "비퍼"(beeper)라는 별칭이 붙게 되었다. 출력되는 소리는 일반적으로 비프(beep)나 부프(boop)로 기술되었다. 액세스 소프트웨어와 같은 일부 기업들은 PC 스피커를 넘어선 디지털 소리 출력을 위한 기술들을 개발했다. (리얼사운드 참고) 기능만 겨우 지원되는 수준의 출력음은 왜곡된 출력과 낮은 음량의 문제가 있었고 소리 재생을 하는 동안에는 일반적으로 다른 모든 출력이 중단되어야 했다. 1980년대의 다른 가정용 컴퓨터 모델들에는 디지털 소리 재생의 하드웨어 지원, 음악 합성을 포함하였고, 음악 합성이나 게이밍과 같은 멀티미디어 응용 분야에서는 IBM PC에 불이익을 안겨주었다.
IBM PC 플랫폼용 사운드 카드의 초기 디자인과 마케팅은 주로 게이밍에 기반하지 않았고 음악 합성(애드립 퍼스널 뮤직 시스템), IBM 뮤직 피처 카드, 크리에이티브 뮤직 시스템)이나 음성 합성 (디지스피치 DS201, Covox Speech Thing, 스트리트 일렉트로닉스 '에코')에 초점을 두었다.
1988년, 소비자 가전 전시회에서 컴퓨터 게임 CEO 패널은 PC의 제한된 소리 기능이 주도적인 가정용 컴퓨터에 방해가 되고 있고, 현재의 제품 보다 더 나은 기능을 갖춘 $49~79 사운드 카드가 필요하며 하드웨어가 널리 보급된다면 기업들이 이를 지원할 것이라고 언급했다. EGA, VGA 비디오, 3 1/2" 디스크 지원에 앞장선 시에라 온라인은 그 해에 게임에 애드립, IBM 뮤직 피처, 롤랜드 MT-32을 지원하기로 약속하였다. 이 카드들은 $195~$600대에 가격이 형성되었다. 1989년 컴퓨터 게이밍 월드 조사에 따르면 25개 게임 회사 중 18곳이 애드립, 6개의 롤랜드 / 코복스, 7개의 크리에이티브 뮤직 시스템/게임 블라스터를 지원할 예정이라고 밝혔다.

### 하드웨어 제조업체
IBM PC용 사운드 카드의 최초 제조업체들 중 하나는 애드립이었으며, OPL2라는 야마하 YM3812 사운드 칩 기반의 카드를 생산하였다.
크리에이티브 랩스 또한 크레에이티브 뮤직 시스템이라는 사운드 카드를 상품화하였다.
크리에이티브 랩스가 사운드 블라스터 카드를 선보였을 당시 IBM PC 호환 사운드 카드 시장에 큰 변화를 주었다.
1980년대 말 롤랜드 또한 사운드 카드를 만들었으며, 다수가 MT-32, LAP-I와 같은 고품질 프로슈머 카드였다.

## 확장 카드 이외의 사운드 장치

### PC 메인보드에 포함된 통합형 사운드 하드웨어
1984년, 최초의 IBM PCjr은 여러 진폭으로 3 방형파 톤을 만들 수 있는 매우 기본적인 3 보이스 사운드 합성 칩 (SN76489)를 갖추었으며, 의사 화이트 노이즈 채널은 원시적인 타악기 소리를 낼 수 있었다. 처음 PCjr의 복제품인 탠디 1000은 이 기능을 복제하였고 여기서 탠디 TL/SL/RL 모델은 디지털 사운드 녹음 및 재생 기능을 갖추었다. PCjr의 비디오 표준을 지원하였던 1980년대 동안 수많은 게임들(탠디 호환, 탠디 그래픽스, TGA로 기술됨) 또한 PCjr/탠디 1000 오디오를 지원하였다.
1990년대 말 수많은 컴퓨터 제조업체들은 플러그인 사운드카드를 메인보드에 통합되는 코덱 칩(실제로는 하나의 통합된 오디오 AD/DA 컨버터)으로 대체하기 시작했다. 이 중 다수는 인텔의 AC'97 사양을 사용하였다. 그 밖의 것들은 값비싼 ACR 슬롯 액세서리 카드들을 사용했다.
2001년 즈음부터 수많은 메인보드들은 내장형 "실제"(코덱이 아닌) 사운드 카드들을 통합했으며 이는 보통 완전한 사운드 블라스터 호환성과 유사한 것을 제공하는 커스텀 칩셋의 일종이었고 상대적으로 고품질의 소리를 제공하였다.
그러나 이 기능들은 AC'97이 2004년 출시되어 천천히 수용 범위를 넓혀나간, 코덱 칩의 사용을 다시 규정한 인텔의 HD 오디오 표준에 의해 대체되면서 지원이 중단되었다. 2011년 기준으로 대부분의 메인보드들은 코덱 칩, 즉 HD 오디오 호환, 그리고 사운드 블라스터 호환을 사용하는 것으로 귀환하고 있다.

### 다른 플랫폼 위의 통합형 사운드
다양한 IBM PC 비호환 컴퓨터들, 이를테면 코모도어 64(1982년)와 아미가(1985년), NEC의 PC-88, PC-98, 후지쯔의 FM-7, FM 타운스, MSX, 애플의 매킨토시, 워크스테이션 (썬과 같은 제조업체) 등의 초기 가정용 컴퓨터들은 자신들만의 메인보드 내장 사운드 장치들을 보유하였다. 일부의 경우, 특히 아미가, C64, PC-88, PC-98, MSX, FM-7, FM 타운스는 제조 당시 매우 진보한 기능들을 제공하였으며 그 외의 경우에는 최소한의 기능만 제공했다. 이들 플랫폼 중 일부는 자신들의 버스 구조들에 맞추어 설계뙨 사운드 카드들도 있었고 표준 PC에 사용하는 것은 불가능하다.
PC-88, PC-98, MSX, FM-7 등 여러 일본의 컴퓨터 플랫폼들은 1980년대 중반 야마하의 내장 FM 합성 사운드를 갖추었다. 1989년, FM 타운스 컴퓨터 플랫폼은 내장형 PCM 샘플 기반 사운드를 제공하였고 CD-ROM 포맷을 지원하였다.
아미가의 커스텀 사운드 칩 Paula는 4개의 디지털 사운드 채널(2개는 왼쪽 스피커, 2개는 오른쪽)을 갖추었고 한 채널마다 8비트 해상력(단, 패치를 하면 CPU 사용률을 높이는 대가로 14/15비트 지원 가능)을, 채널 당 6비트 볼륨 제어가 가능하였다. 아미가의 사운드 재생은 메인 CPU를 사용하지 않고 칩 RAM으로부터 직접 읽어들임으로써 마무리되었다.
대부분의 아케이드 게임들은 사운드 칩들을 내장하였으며, 가장 대중적인 것으로 샘플링된 오디오 및 음향 효과를 위해 다양한 DAC와 결합한 야마하 OPL 칩을 들 수 있다.

### 다른 플랫폼 위의 사운드 카드
컴퓨터에 사용된 최초의 사운드 카드는 PLATO 터미널용 음악 장치 구치 신테틱 우드윈드(Gooch Synthetic Woodwind)였으며 사운드 카드와 MIDI의 선구자격으로서 묘사된다. 1972년 발명되었다.
특정한 초기 아케이드 기계들은 온보드 오디오에 이미 장착되어 있었음에도 불구하고 사운드 카드들을 사용하여 복잡한 오디오 파형과 디지털 음악 재생을 수행하였다. 아케이드 기계에 사용된 사운드 카드의 한 예로는 디지털 컴프레션 시스템 카드를 들 수 있으며 이는 미드웨이의 게임에 사용되었다. 이를테면 미드웨이 T 유닛 하드웨어의 모탈 컴뱃 II가 그것이다. T-유닛 하드웨어는 이미 OKI 6295 DAC와 결합된 온보드 YM2151 OPL 칩을 갖추고 있지만 게임은 DCS 카드를 대신 사용한다. 이 카드는 또한 복잡한 반복 BGM과 음성 재생(레볼루션 X는 게임 출시 당시 인상깊은 기능의 하나로서 투명하게 반복되는 밴드의 음반에서 비롯된 완전히 샘플링된 노래를 사용했다)을 위해 아케이드 버전의 미드웨이와 에어로스미스의 레볼루션 X에도 사용되었다.
내장 사운드 기능과 함께 장비된 MSX 컴퓨터들은 사운드 카드에 의존하여 더 나은 품질의 소리를 냈다. 문사운드라는 이름의 카드는 야마하 OPL4 사운드 칩을 사용한다. 문사운드 이전까지는 MSX 뮤직, MSX 오디오라는 사운드카드가 있었으며 이것들은 시스템 상에 OPL2, OPL3 칩셋을 사용한다.
IIGS까지 비프음 이외에 사운드 기능이 없던 애플 II 시리즈의 컴퓨터들은 다양한 제조업체의 플러그인 사운드 카드들을 사용할 수 있었다.
처음에 비퍼(beeper)만 있던 싱클레어 ZX 스펙트럼은 일부 사운드 카드를 갖추고 있었다. 한 예로 터보사운드를 들 수 있다. 다른 예로는 풀러 박스(Fuller Box), Melodik for the Didaktik Gamma, AY-Magic 등이 있다. ZX81용 Zon X-81은 어댑터를 사용하여 ZX 스펙트럼에 사용이 가능하였다.

### 외장형 사운드 장치
코복스 스피치 띵과 같은 장치들은 IBM PC의 병렬 포트에 부착할 수 있었으며 6, 8비트의 PCM 샘플 데이터를 주입하여 소리를 출력할 수 있다. 또, 수많은 종류의 전문가용 사운드카드(오디오 인터페이스)는 일반적으로 편리, 그리고 개선된 정확도를 위해 외장 파이어와이어나 USB 장치의 형태를 갖추고 있다.
PCMCIA 카드버스 인터페이스를 사용하는 사운드 카드는 노트북 컴퓨터가 온보드 사운드를 갖추기 이전에 구매할 수 있었다. 카드버스 오디오는 온보드 사운드의 품질이 떨어질 경우 지금도 사용이 가능하다. 카드버스 인터페이스들은 약 2005년 이후로 제조업체들이 컴퓨터 상에 추구하였던 익스프레스카드에 의해 퇴출되었다. 이 장치들 가운데 대부분은 모바일 DJ를 위해 한 시스템에서 재생과 모니터링을 허용하기 위해 별도의 출력을 제공하도록 설계되어 있지만 일부는 모바일 게이머를 대상으로 게이밍 노트북에 하이엔드 사운드를 제공하기도 한다.

## 드라이버 구조
사운드 카드를 사용하기 위해, 운영 체제는 특정한 장치 드라이버를 요구한다. 일부 운영 체제는 사용할 수 있는 일부 사운드 카드들의 드라이버를 포함하고 있을 수 있고, 아니면 사운드 카드를 구매하면 드라이버 CD 등으로 배포되거나, 인터넷에서 내려 받을 수 있게 되어 있다.
- IBM PC를 위한 도스 프로그램들은 공통의 미들웨어 드라이버 라이브러리(HMI 사운드 운영 체제, 미들 오디오 인터페이스 라이브러리 (ALI), 마일즈 사운드 시스템 등)를 사용해야 했다. 이러한 라이브러리들은 도스가 자체적으로 사운드 카드라는 개념을 가지고 있지 않았기 때문에 대부분의 공통 사운드 카드들에 동작하는 드라이버를 포함하였다. 몇몇 사운드 카드 제조 업체들은 미들웨어 TSR 기반의 드라이버를 제공하였으며, 일부 프로그램들은 프로그램 자체에서 사운드 카드를 지원하게끔 소스 코드를 단순히 프로그램에 통합하기도 했다.
- 마이크로소프트 윈도우는 사운드 카드 제조 업체가 만든 드라이버를 사용한다. 많은 메이커들은 마이크로소프트에 드라이버를 제공하여 윈도 설치본에 포함시킨다.

윈도 CD는 웹이나 FTP 사이트와 같이 주기적으로 업데이트되는 것이 아니기 때문에 버그 수정과 다른 개선 사항들은 드라이버를 내려 받아 설치하여 얻을 수 있다. 비스타는 UAA를 사용한다.
- 수많은 유닉스 버전들은 포팅할 수 있는 오픈 사운드 시스템 (OSS)을 사용한다. 드라이버들은 사운드 카드 제조업체들이 거의 만들지 않는다.
  - 대부분의 현대 리눅스 기반의 배포판들은 ALSA를 사용한다.

## 사운드 카드 제조업체 목록
- AIM
- ASUS
- 어드밴스트 그래비스 컴퓨터 테크놀로지 (파산)
- 애드립 (파산)
- Aureal Semiconductor (파산)
- Auzentech (파산)
- Aztech Labs
- Behavior Tech Computer
- Behringer
- C-Media
- 크리에이티브 테크놀로지
- E-mu Systems (크리에이티브가 인수)
- 엔소닉 (크리에이티브가 인수)
- ESI
- HT 오메가
- MARIAN 디지털 오디오 일렉트로닉스
- M-오디오
- 온쿄
- 리얼텍 세미컨덕터
- RME 오디오
- 롤랜드
- 트라이던트 마이크로시스템스 (파산)
- 터틀 비치 시스템스
- 비아 테크놀로지스
- 야마하

## 같이 보기
- 리얼텍
- 크리에이티브 랩스
- C-Media